# ウクライナ国立バレエ
ウクライナ国立バレエ（ウクライナこくりつバレエ、ウクライナ語: Національний балет України）はかつてキーウ・バレエと呼ばれていたバレエ団で、本拠はウクライナの首都キーウにある。クラシック・バレエの作品を上演し、国際的にもツアーを行っている。現在、24 のバレエのレパートリーがあり、世界最大級のレパートリーであり、そのメンバーにはアリーナ・コジョカルなど多くの著名なバレエダンサーが所属してきた。
当バレエ団は、1867創立のウクライナ国立歌劇団がバレエダンサーもかかえていた時に起源があり、1893年までには人数も増えて本格的バレエ公演を行えるようになり、第一次世界大戦中にはセルゲイ・ディアギレフのバレエ・リュスも一時キーウに避難した伝統がある。
キーウ・バレエは1972年に初めて来日した。2022年には国立歌劇団と国立歌劇場管弦楽団と共に「新春オペラ・バレエ・ガラ」と題して、全国13都市で上演している。バレエ団の総合芸術監督には、小学生時代からキーウ・バレエ学校に留学し、その後ソロイストとして活躍して数々の賞を受賞した寺田宜弘が就任している。

## 写真集

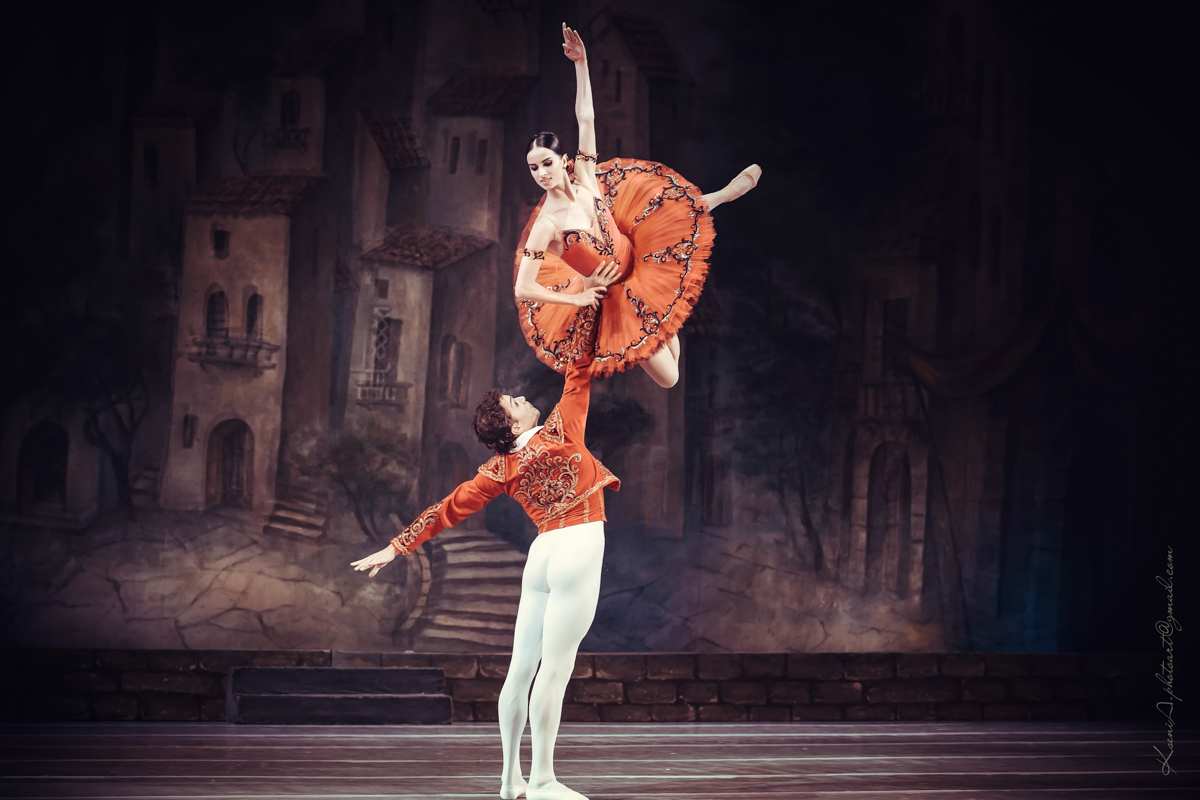
ドンキ・ホーテ
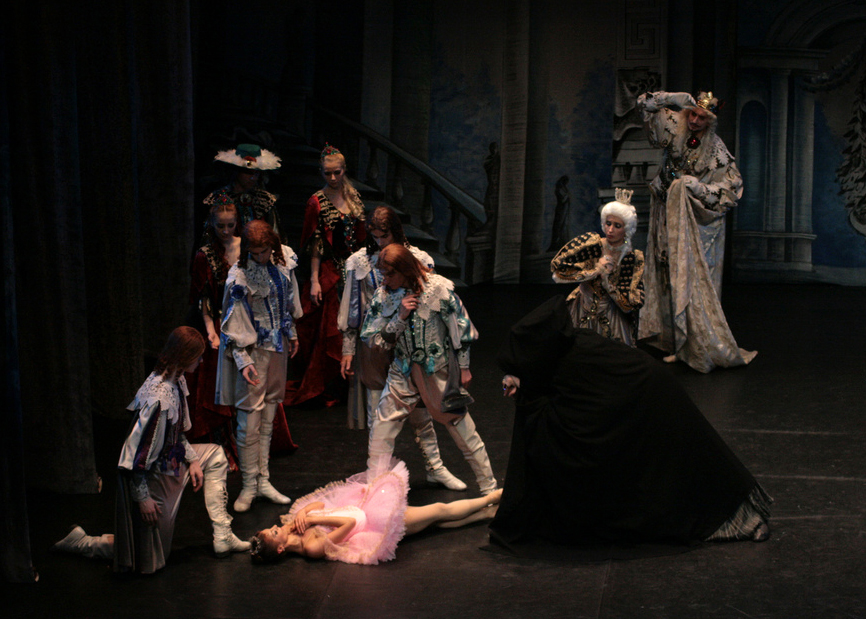
眠れる森の美女、
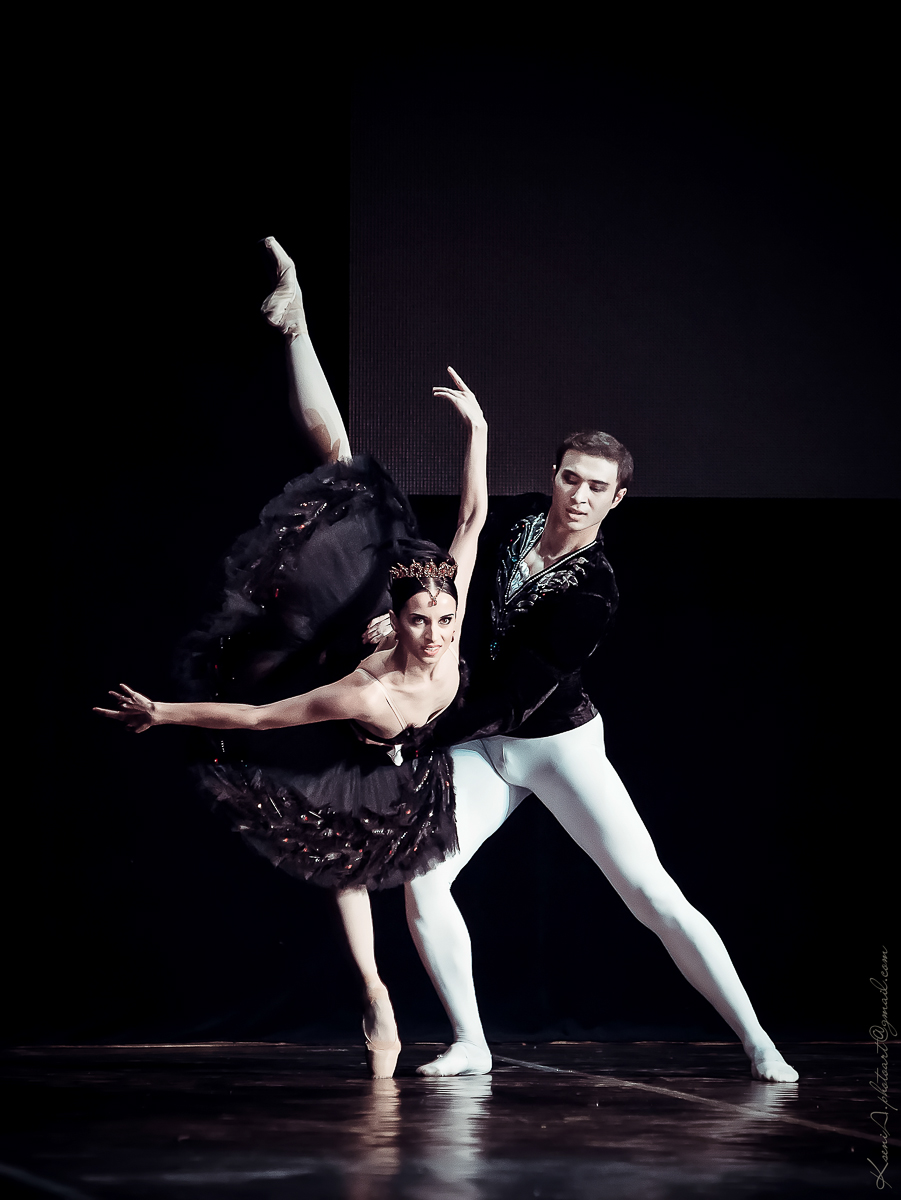
白鳥の湖、
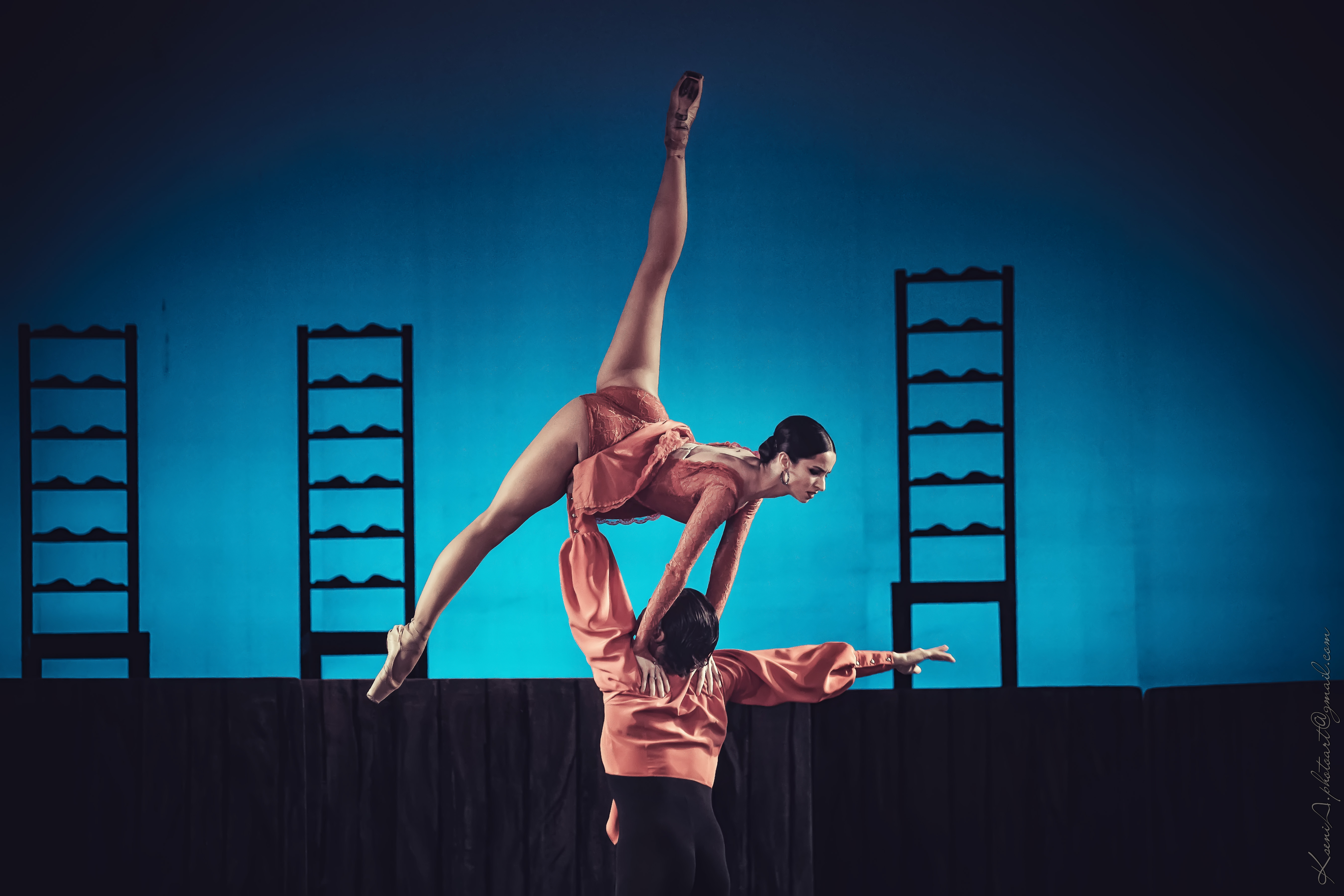
カルメン（すべてナタリア・マツァーク Natalia Matsak）

## 参照項目
- 世界のバレエ団
- ウクライナ国立歌劇場